# Fromia hemiopla
Espèce
Fromia hemiopla est une espèce d'étoiles de mer tropicales de la famille des Goniasteridae.

## Description
C'est une Fromia typique aux bras effilés (au moins trois fois plus longs que larges, mais moins fins que ceux de F. pacifica), assez proche de Fromia milleporella, dont elle se distingue par la présence de granules élargis voire de tubercules sur les plaques supéromarginales distales, parfois plus claires que le fond rouge. Les épines ambulacraires sont en forme de spatules larges mais fines, allant de trois ou quatre à deux (distalement) par plaque.
Cette espèce reste difficile à distinguer d'autres comme Fromia pacifica, aux bras plus fins.  

## Habitat et répartition
C'est une espèce récifale assez rare, décrite des Philippines et apparemment répandue dans la région indonésienne. 

## Systématique
Le nom valide complet (avec auteur) de ce taxon est Fromia hemiopla Fisher, 1913.

### Publication originale
- (en) Walter K. Fisher, « New starfishes from the Philippine Islands, Celebes, and the Moluccas », Proceedings of the United States National Museum, Washington, vol. 46, no 2022,‎ 1913, p. 201-224 (ISSN 0096-3801, e-ISSN 2377-6560, lire en ligne, consulté le 20 novembre 2024).